# Indirana bhadrai
Indirana bhadrai é uma espécie de anfíbio gimnofiono da família Ranixalidae. Está presente na Índia. A UICN classificou-a como pouco preocupante.